# Orden „Für persönlichen Mut“

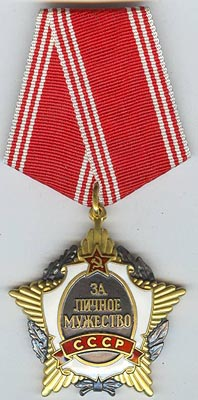
Avers des Ordens

Bandschnalle

Der Orden „Für persönlichen Mut“ (russisch Орден «За личное мужество») war eine sowjetische Auszeichnung. Er wurde vom Präsidium des Obersten Sowjets der UdSSR am 28. Dezember 1988 gestiftet und sollte diejenigen ehren, die sich u. a. „für Mut und Tapferkeit bei Rettung von Menschenleben oder bei Naturkatastrophen u. ä.  ausgezeichnet haben“ und bestand aus einer Klasse. Er wurde erstmalig im Februar 1989 verliehen und 1994 durch den Tapferkeitsorden ersetzt.
Der Orden wurde als goldener Stern gestaltet und mit einem Lorbeerkranz versehen. Auf dem Avers wurde auf einem grauen Untergrund die Inschrift За личное мужество (Für persönlichen Mut) angebracht. Oberhalb der Inschrift wurden Hammer und Sichel als Symbol für die Sowjetunion dargestellt und unterhalb ist eine weitere Inschrift CCCP (UdSSR) auf einer roten Schleife erkennbar. Der Orden wurde an einer rot-weiß gestreiften Fünfeckspange verliehen.